# Mallorca
Mallorca (of Majorca, niet in het Spaans of Catalaans) is het grootste eiland van de Gymnesen en de Balearen, een eilandengroep in de Middellandse Zee behorende tot Spanje. De oppervlakte bedraagt 3640 km² en er wonen circa 920.000 mensen. Mallorca is tevens een bestuurlijke eenheid binnen de Balearen met een eigen volksvertegenwoordiging, de Eilandraad (Consell Insular). De hoofdstad is Palma, dat tevens de hoofdstad van de Balearen is. De officiële talen zijn het Catalaans en het Spaans; de lokale Catalaanse spreektaal heet het Mallorquín.
De naam Mallorca komt van de Griekse kolonisten die op het eiland de gezegende tempel voor Heracles Maliorcas oprichtten.

## Geschiedenis
Het eiland werd in 123 voor Chr. door de Romeinen veroverd, die er de stad Palma stichtten. Na hen verschenen achtereenvolgens de Vandalen (450 na Chr.), de Byzantijnen (534) en de Moren (902). In 1229 ondernam Jacobus I van Aragón (Spaans: Jaime I, Catalaans: Jaume I) met Aragonese troepen een invasie en veroverde in december Palma. De moslims bleven echter tot 1231 militair weerstand bieden in het gebergte. Van 1276 tot 1344 was het eiland een zelfstandig koninkrijk. In deze tijd waren afwisselend Palma en Perpignan de hoofdstad van het koninkrijk. Daarna werd het eeuwenlang een provincie van Aragón. Autonomie kreeg het (met de andere Balearen) pas in 1983.
In juli 2009 heeft de ETA op Mallorca in de plaats Palmanova een bomaanslag gepleegd, waarbij twee agenten van de Guardia Civil in hun dienstwagen om het leven kwamen. De aanslag was de eerste ETA-aanslag ooit op de Balearen. In het verleden was wel reeds een poging van de ETA om de toenmalige Spaanse koning Juan Carlos, die op Mallorca een zomerverblijf heeft, te vermoorden, verijdeld.

## Sport
Tennis en voetbal
De bekende toptennissers Rafael Nadal en Carlos Moyá alsmede MotoGP-coureur Jorge Lorenzo zijn op Mallorca geboren. Op het eiland wordt in Calvià het WTA-toernooi van Mallorca georganiseerd. Verder is de hoofdstad Palma de thuishaven van twee voetbalclubs: Real Mallorca en Club Deportivo Atlético Baleares.
Wielrennen
Een ander sportevenement dat jaarlijks wordt gehouden op Mallorca is de Challenge Mallorca (ook bekend als de Volta Ciclista a Mallorca). Deze wielerronde bestaat uit vijf losstaande wedstrijden, Trofeos. De Challenge Mallorca bestaat sinds 1992 en werd al gewonnen door grote namen als Laurent Jalabert, Alex Zülle en Alejandro Valverde.
Golf
Er zijn veel golfbanen op Mallorca. De beroemdste zijn de Arabella Golf Mallorca (54 holes) in Palma, de Pula Golf in Son Servera, waar de Mallorca Classic van 2004-2007 werd gespeeld en de Santa Ponsa Golf (45 holes) in Santa Ponsa, waar onder meer 7x het Open de Baleares werd gespeeld.

## Toerisme

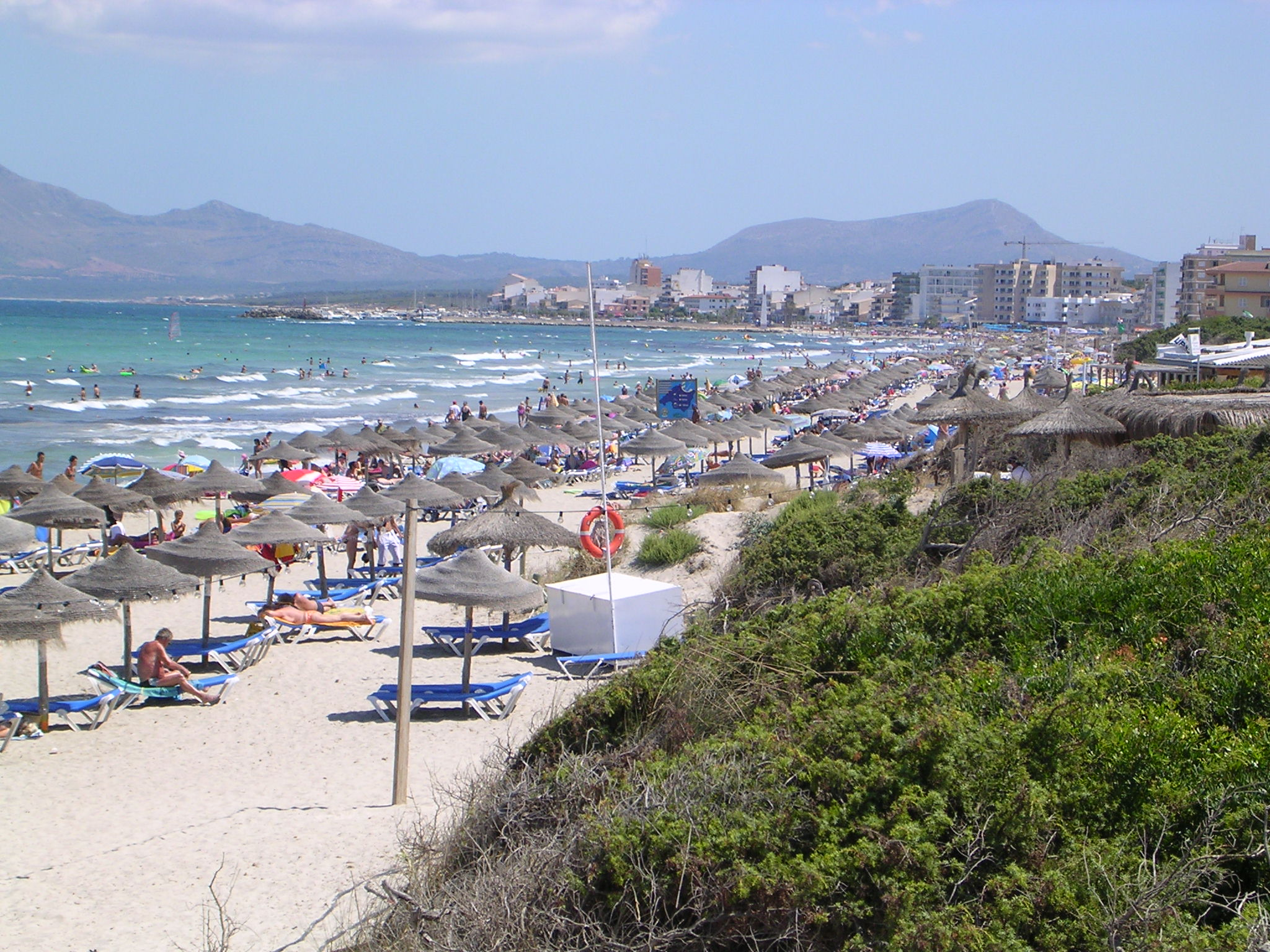
Een drukbezocht strand op Mallorca

Mallorca is een populaire toeristenbestemming, die vooral door Duitsers en Britten wordt bezocht. De bekendste en meest bezochte badplaatsen liggen in het zuiden. Het middelpunt van de reeks badplaatsen is het strand Playa de Mallorca, dat grenst aan de stad Palma. Palmanova en Santa Ponça liggen ten westen van de hoofdstad, El Arenal, Playa de Palma en Ca'n Pastilla liggen ten oosten van de hoofdstad.
In het noorden ligt Alcúdia, ook een vakantiebestemming vooral voor ouders met jonge kinderen. Het eiland wordt niet alleen in de zomer veelvuldig bezocht maar is in trek bij mensen die graag overwinteren.
Het eiland is bereikbaar via de luchthaven Palma de Mallorca of per veerboot vanuit Barcelona, Valencia, Dénia of vanuit Toulon naar Alcúdia

## Bezienswaardigheden
Op Mallorca is heel wat natuurlijk, materieel en Immaterieel erfgoed te bezichtigen, waaronder:
- de Kathedraal van Mallorca
- Cap de Formentor
- het Kartuizerklooster van Valldemossa
- De druipsteengrotten Porto Christo, de grotten van Ham en Drach.
- Het 18e-eeuwse orgel van Santanyí